# Ioannis Papadimitriou
Ioannis Papadimitriou (en griego: Ιωάννης Κ. Παπαδημητρίου, 1904 - 1963) fue un arqueólogo griego del siglo XX.
Dirigió excavaciones en Esciros junto con F. Stavropoulos entre 1930 y 1937. En 1940 planificó excavaciones en Nicópolis para la identificación de los monumentos mencionados por Estrabón, pero sus planes fueron interrumpidos por la Segunda Guerra Mundial. De 1948 y 1951 excavó en Epidauro. En 1958 realizó excavaciones en la cueva de Panos (cerca de Maratón).
Sus descubrimientos más destacados tuvieron lugar en Micenas y en Braurón: entre 1951 y 1954 dirigió, junto a Georgios Mylonas, las excavaciones del Círculo de tumbas B de Micenas, mientras que las excavaciones en Braurón fueron iniciadas por él en 1948, lugar donde halló los restos de su importante santuario de Artemisa y donde estuvo realizando hallazgos arqueológicos hasta su muerte en 1963.